# سوزان بيترسون
سوزان بيترسون (بالإنجليزية: Susan Peterson) هي بروفيسورة أمريكية، ولدت في 21 يوليو 1925، وتوفيت في 26 مارس 2009.